# Johann Diepenbrock

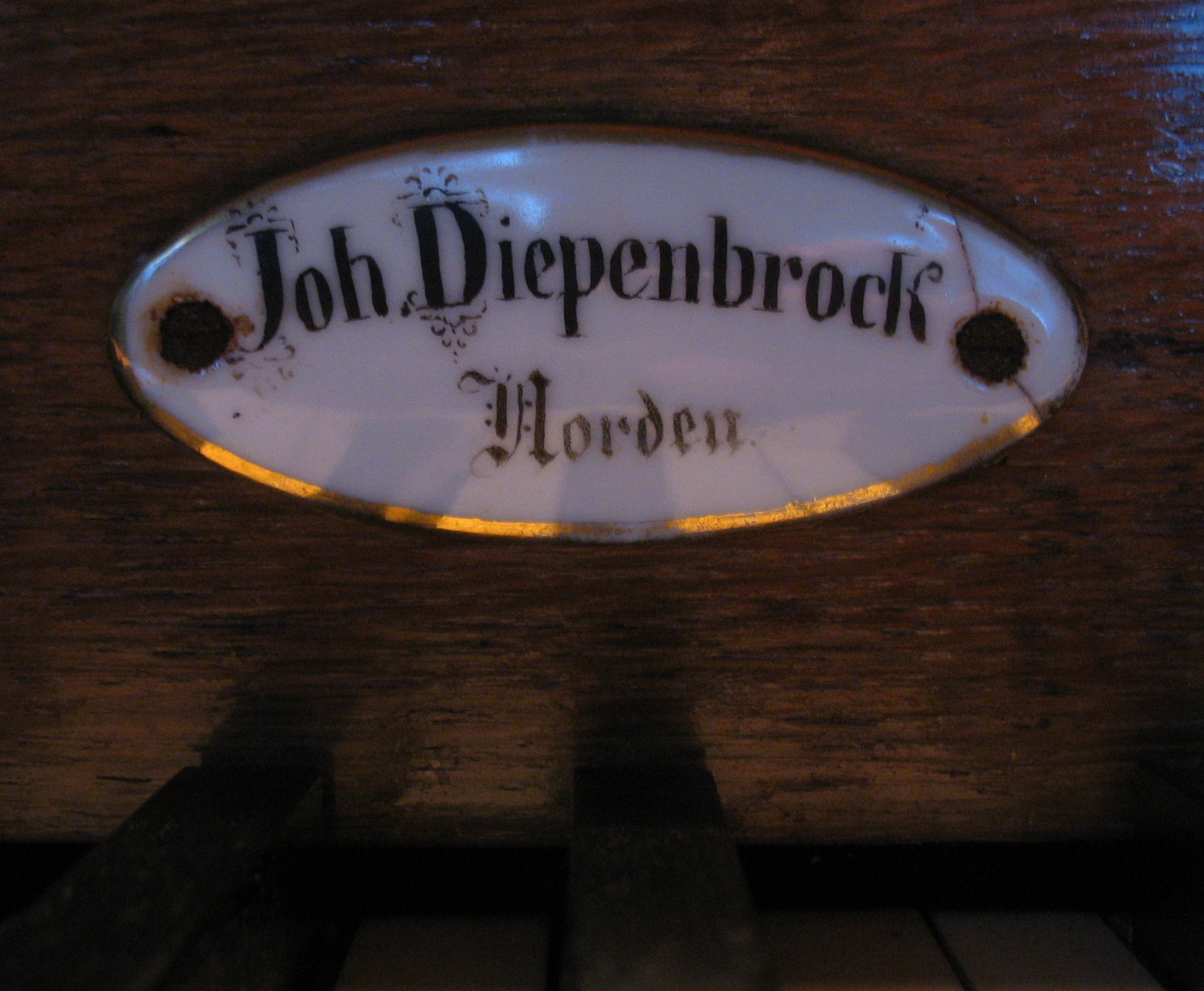
Firmenschild auf der Orgel für Spiekeroog (1892), heute in Spetzerfehn

Johann Diepenbrock (* 16. Dezember 1854 in Norden; † 13. Dezember 1901 in Norden) war Orgelbauer in Ostfriesland, der Orgeln in traditioneller Bauweise schuf. Von seinen Neubauten sind die Werke mit mechanischer Kegellade in Werdum und Wymeer nahezu vollständig erhalten.

## Leben und Werk

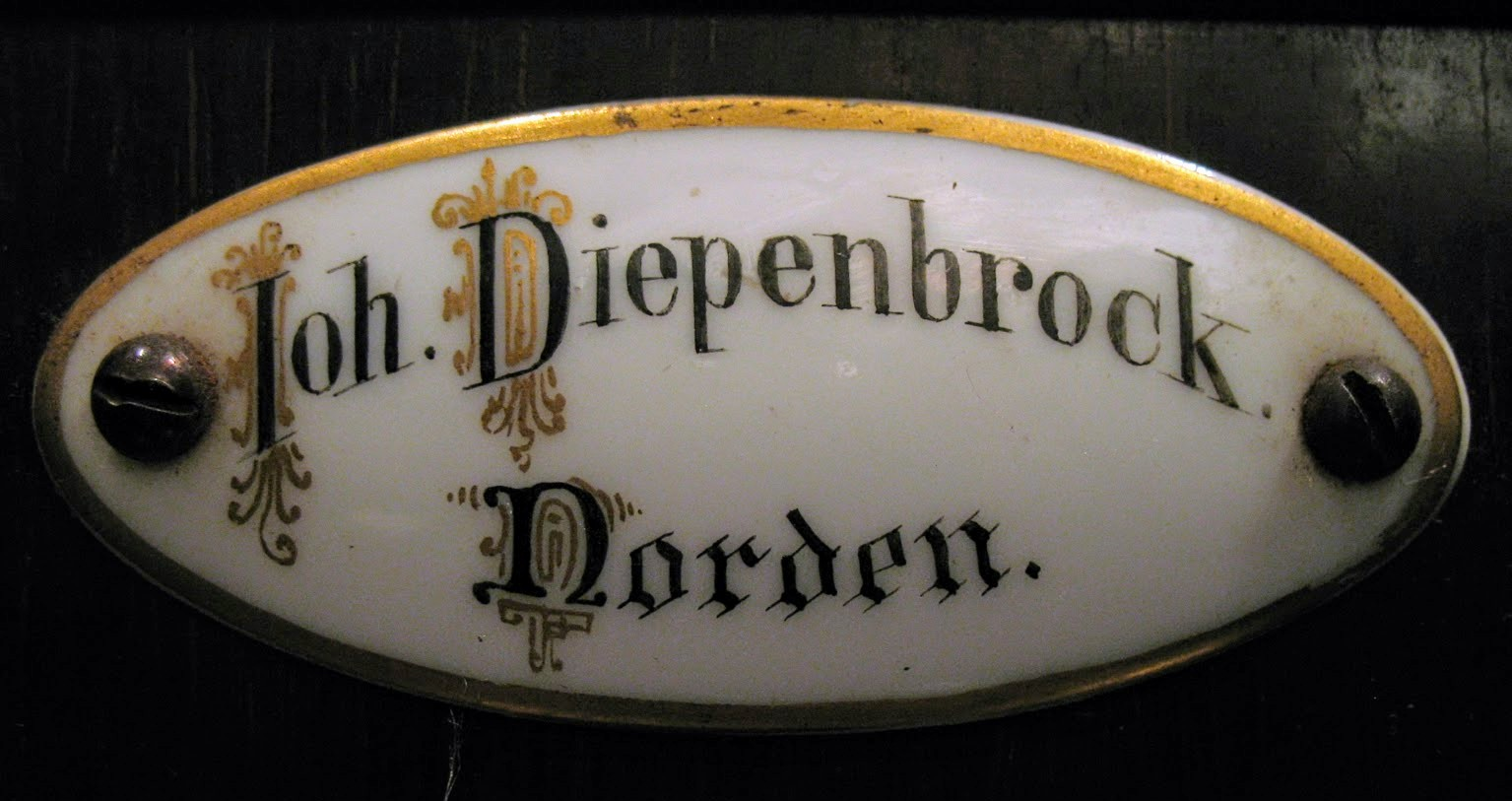
Firmenschild auf einem Druckwindharmonium

Den Orgelbau hat Diepenbrock anscheinend außerhalb Ostfrieslands erlernt. Im Jahr 1881 machte er sich in Norden selbstständig, wo er 20 Jahre eine Werkstatt in der Osterstraße hatte. Begraben wurde Diepenbrock auf dem Friedhof Norden-Bargebur. Seine Witwe und sein Sohn Hans führten die Firma bis 1918/19 fort.
Seine Werke wurden solide ausgeführt und spiegeln die Bauweise und Klangästhetik aus der Mitte des 19. Jahrhunderts wider. Während sich außerhalb Ostfriesland die pneumatische Traktur durchsetzte, baute Diepenbrock Orgeln mit mechanischer Kegellade und ohne Schwellwerk, teils hinter einem historisierenden Prospekte (so in Werdum und Hatzum), in der Regel aber im neogotischen Stil (so in Wymeer, Loga und Blomberg). Die Prospekte fertigten lokale Tischler an. Diepenbrock repräsentiert die letzte Phase eigenständiger ostfriesischer Orgelbauer vor dem industriellen Orgelbau, die bereits vom Niedergang der hochstehenden Orgelkultur gekennzeichnet war. Klanglich sind die vielen verschiedenen grundtönigen Register kennzeichnend, die durch farbige Stimmen wie eine Mixtur und Zungenregister (häufig Trompete 8′) ergänzt werden, um einen kräftigen Gemeindegesang Rechnung zu tragen. Neben einem Dutzend Neubauten führte Diepenbrock verschiedene Umbauten durch und veränderte die Dispositionen entsprechend dem Zeitgeschmack, wodurch etliche originale Stimmen verloren gingen.
Insgesamt sind zwölf Orgelneubauten und zahlreiche Reparatur- und Pflegearbeiten an ostfriesischen Orgeln nachweisbar. Diepenbrock hat zudem mindestens zwei Druckwindharmoniums gebaut.

## Werkliste

### Neubauten
Die Größe der Instrumente wird in der fünften Spalte durch die Anzahl der Manuale und die Anzahl der klingenden Register in der sechsten Spalte angezeigt. Ein großes „P“ steht für ein selbstständiges Pedal, ein kleines „p“ für ein angehängtes Pedal. Eine Kursivierung zeigt an, dass die betreffende Orgel nicht mehr oder lediglich der Prospekt erhalten ist.
| Jahr      | Ort               | Kirche                | Bild | Manuale | Register | Anmerkungen |
| --------- | ----------------- | --------------------- | ---- | ------- | -------- | --- |
| 1888      | Wymeer            | Reformierte Kirche    |      | II/P    | 16       | Neubau mit mechanischer Kegellade und neogotischem Prospekt; nahezu vollständig erhalten |
| 1889      | Holthusen         | Holthuser Kirche      |      |         |          | Neubau, der aufgrund von Feuchtigkeitsschäden und Vandalismus im Zweiten Weltkrieg, als die Kirche kanadischen Soldaten als Kino diente, verloren ging; Prospekt erhalten |
| 1890      | Norden            | St.-Ludgerus-Kirche   |      | I       |          | Neubau einer Orgel mit mechanischer Kegellade hinter neogotischem Prospekt, der noch erhalten ist (heute II/P/20) |
| 1890–1891 | Hatzum            | St.-Sebastians-Kirche |      | I/P     | 10       | Neubau hinter historisierendem Prospekt; nicht erhalten |
| 1891      | Loga              | Friedenskirche        |      | II/P    | 16       | Neubau mit mechanischer Kegellade; im Zweiten Weltkrieg Teilzerstörung durch eine Granatenexplosion, anschließend weiterer Pfeifenverlust durch Plünderungen; 1952 Instandsetzung mit 8 Registern durch Alfred Führer; 1964 ersetzt |
| 1892      | Spiekeroog        | Alte Inselkirche      |      | I/p     | 6        | Neubau mit mechanischer Kegellade; vor 1961 abgebaut (ersetzt durch Instrument von Rudolf Janke) und Einlagerung; 1976 Aufbau als private Hausorgel (I/p/4) mit neuer Windlade (Schleiflade 1974 gebaut von Tischler H. Leeners) in Spetzerfehn durch Gerhard Rebel, basierend auf Prinzipal 4′ statt ursprünglichem 8′, Gehäuse neu gestaltet; 1991 Restaurierung durch Wolfgang Hartig; 2000 teilweise Erneuerung der Oktave 2′ durch Christian Wachtendorf; ansonsten Pfeifenwerk, Klaviaturen, Registerzüge und Spieltisch-Schrank original |
| 1893      | Blomberg-Neuschoo | Blomberger Kirche     |      | I/P     | 9        | Neubau hinter neogotischem Gehäuse; vollständig erhalten |
| 1894      | Loga              | Reformierte Kirche    |      | I/P     | 11       | Neubau hinter neogotischem Prospekt; nicht erhalten |
| 1895      | Moordorf          | Martin-Luther-Kirche  |      | I/P     | 7        | Neubau; Gehäuse und zwei Register erhalten |
| 1896      | Ostrhauderfehn    | Petrus-Kirche         |      | II/P    | 14       | Neubau; 8 Register erhalten, Rest von Jörg Bente ergänzt und rekonstruiert |
| 1897–1898 | Werdum            | St. Nicolai           |      | II/P    | 14       | Neubau mit mechanischer Kegellade und historisierendem Prospekt mit rundem Bass-Mittelturm, zwei Spitztürmen, zweigeschossigen Diskantfeldern und den seitlichen Blindfeldern mit Schleierwerk, der sich an der Vorgängerorgel von Valentin Ulrich Grotian (um 1690) orientiert; nahezu vollständig erhalten |
| 1899      | Baltrum           | Alte Inselkirche      |      | I       | 5        | Neubau; nicht erhalten |
| 1900      | Borkum            | Reformierte Kirche    |      | II/P    | 15       | Neubau; nicht erhalten |

### Umbauten
| Jahr      | Ort                  | Kirche                         | Bild | Manuale | Register | Anmerkungen |
| --------- | -------------------- | ------------------------------ | ---- | ------- | -------- | --- |
| 1883–1884 | Dornum               | St.-Bartholomäus-Kirche        |      | III/P   | 32       | Umbau der Orgel von Gerhard von Holy (1710–11), bei dem sieben Register und die Klaviaturen ausgetauscht werden → Orgel der St.-Bartholomäus-Kirche (Dornum)                                       |
| 1884      | Hage                 | St.-Ansgari-Kirche             |      | II/P    | 22       | Austausch der Vox humana 8′ im Hauptwerk der Orgel von Dirk Lohman (1776–83) vermutlich durch eine Aeoline 8′                                                                                      |
| 1885      | Westerende-Kirchloog | St. Martin                     |      | I/P     | 15       | Erweiterungs-Umbau der Orgel von Johann Friedrich Wenthin (1793) im Zuge der Umsetzung auf die Westempore: Austausch eines Registers und Ergänzung um ein selbstständiges Pedal mit drei Registern |
| 1886      | Marienhafe           | St.-Marien-Kirche              |      | II/p    | 20       | Austausch von zwei Registern der Orgel von Gerhard von Holy (1710–13) → Orgel der Marienkirche (Marienhafe)                                                                                        |
| 1887      | Backemoor            | St. Laurentius und St. Vincenz |      | I/p     | 12       | Neuer Spieltisch und Balganlage Tausch von anderthalb Registern (Bourdon 16′ und Gedackt 8′ von C bis gis) der Orgel von Johann Friedrich Wenthin (1783) → Orgel                                   |
| 1888      | Norden               | Ludgeri-Kirche                 |      | III/P   | 46       | Einbau neuer Koppeln und Klaviaturen sowie Dispositionsänderungen an der Orgel von Arp Schnitger (1692)                                                                                            |
| 1890      | Böhmerwold           | Böhmerwolder Kirche            |      | I/p     | 7        | Einbau einer Gambe 8′ in die Orgel von Johann Gottfried Rohlfs (1828) anstelle der ursprünglichen Trompete 8′                                                                                      |
| 1890      | Amdorf               | Amdorfer Kirche                |      | I/p     | 9        | Neue Balganalage und Manualklaviaturen für die Orgel von Heinrich Wilhelm Eckmann (1773) |
| 1890      | Norden               | Mennonitenkirche               |      | I/p     | 7 ?      | Einbau eines Prinzipal 8′ in die Orgel von Johann Gottfried Rohlfs (1799); um 1900 Überführung in die Norder Christuskirche (Bapstisten); heute II/P/11 → Orgel der Christuskirche (Norden)        |
| 1890      | Osteel               | Warnfried-Kirche               |      | II/p    | 13       | Umsetzung der Orgel von Edo Evers (1619) und Austausch der drei originalen Keilbälge durch einen Magazinbalg → Orgel der Warnfried-Kirche (Osteel)                                                 |
| 1892      | Pilsum               | Pilsumer Kreuzkirche           |      | I/p     | 7        | Reparatur der Orgel von Valentin Ulrich Grotian (1694) |
| 1893      | Midlum               | Midlumer Kirche                |      | I/p     | 9        | Reparatur der Orgel von Hinrich Just Müller (1766), Tausch der Manualklaviatur und eines Registers der drei originalen Keilbälge durch einen Magazinbalg                                           |
| 1897–1898 | Carolinensiel        | Carolinensieler Kirche         |      | I/p     | 6        | Neuer Spieltisch und Tausch zweiter Register und weiterer Pfeifen der Orgel von Hinrich Just Müller (1780–81)                                                                                      |
| 1898      | Thunum               | St.-Marien-Kirche              |      | I/p     | 6        | Einbau einer Gambe 8′ in die Orgel von Arnold Rohlfs (1855) anstelle vermutlich einer Traversflöte 8′ und Austausch der Bassoktave des Gedackt 8′                                                  |
| 1900      | Bunde                | Reformierte Kirche             |      | II/P    | 25       | Erweiterung der Orgel von Hinrich Just Müller (1790–93) um ein freies Pedal mit drei Registern auf einer Kegellade                                                                                 |